# Christian Coleman
Christian Coleman (Atlanta, 6 maart 1996) is een Amerikaans sprinter. Hij nam tweemaal deel aan de Olympische Spelen, veroverde drie wereldtitels, waarvan één op de 100 m en twee op de 4 × 100 m estafette, en één wereldindoortitel op de 60 m. Sinds januari 2018 is hij op deze afstand tevens in het bezit van het wereldindoorrecord.

## Biografie

### Atletiek als scholier
Coleman stamt uit een sportieve familie en nam al op jonge leeftijd deel aan atletiekwedstrijden. Zo won hij al op elfjarige leeftijd het verspringen in zijn leeftijdsgroep op de kampioenschappen van de Amateur Athletic Union (AAU) van de Verenigde Staten. Als highschool-leerling maakte hij deel uit van het atletiekteam van zijn school en behaalde hij bij diverse highschool-kampioenschappen aansprekende resultaten op de 100 m, de 200 m en de 4 × 100 m estafette. Bovendien was hij lid van het Americanfootballteam van zijn school.
Op negentienjarige leeftijd behaalde hij zijn eerste medaille op een internationaal toernooi; op de Pan-Amerikaanse U20-kampioenschappen van 2015 veroverde hij een bronzen plak op de 100 m.

### Olympisch debuut
In 2015 kreeg Coleman een studiebeurs aangeboden om te gaan studeren aan de University of Tennessee. In 2016 won hij op de NCAA-indoorkampioenschappen al gelijk de 200 m en werd hij derde op de 60 m. Bij de NCAA-baankampioenschappen werd het vervolgens tweemaal zilver op de 100 en 200 m, waarna hij werd opgenomen in de Amerikaanse ploeg voor de Olympische Spelen in Rio de Janeiro. Hij maakte er deel uit van de Amerikaanse selectie voor de 4 × 100 m estafette. Coleman liep enkel in de reeksen: samen met Mike Rodgers, Tyson Gay en Jarrion Lawson won Coleman hun reeks, waardoor de Amerikanen zich plaatsten voor de finale. Hierin werd het viertal (zonder Coleman) gediskwalificeerd als gevolg van een foutieve stokwissel.

### Tweemaal zilver op WK 2017
Op de wereldkampioenschappen in 2017 behaalde Coleman de zilveren medaille in de finale van de 100 m. Hij moest slechts zijn landgenoot Justin Gatlin voor zich dulden, maar was nog wel iets sneller dan uittredend wereldkampioen Usain Bolt, die hij in de halve finales ook al had verslagen. Ook in de estafette was het zilver voor Coleman en zijn teamgenoten, achter het Britse team, dat voor thuispubliek verrassend won en voor de uitgevallen Usain Bolt en co. Dit maakt Coleman de enige sprinter die al zijn een-op-een races van de Jamaicaanse wereldrecordhouder heeft gewonnen.

### Wereldindoorecord en WK indoor goud
In 2018 begon Coleman het indoorseizoen uitstekend door tijdens de 'Clemson Invitational' in South Carolina op de 60 m het bijna 20 jaar oude wereldindoorrecord van Maurice Greene van 6,39 te verbeteren tot 6,37. Het record kon echter niet worden erkend, omdat zowel de startblokken als het startpistool niet voldeden aan de eisen om voor ratificatie in aanmerking te komen. Een maand later, tijdens de Amerikaanse indoorkampioenschappen in Albuquerque, deed Coleman het daarom nog eens dunnetjes over. De omstandigheden waarin hij ditmaal op de 60 m tot 6,34 kwam, voldeden nu wel aan alle eisen en zo werd hij dus de opvolger van zijn illustere landgenoot, oud-olympisch- en meervoudig wereldkampioen Maurice Greene. Bij de daaropvolgende wereldindoorkampioenschappen in Birmingham veroverde Coleman op de 60 m in 6,37 de titel, waarmee hij tevens het kampioenschapsrecord, dat Greene sinds 1999 met 6,42 in handen had, op zijn naam schreef.
Tijdens het hierop volgende baanseizoen ondervond Coleman hamstringproblemen. Hierdoor werd hij, na enkele races om die reden te hebben verloren, gedwongen om zijn activiteiten enkele maanden te onderbreken om te herstellen. En toen in juli na enkele goede races zijn hamstring opnieuw begon op te spelen, wachtte hij tot in de tweede helft van augustus, alvorens weer aan de start te verschijnen. Daarna rondde hij het seizoen alsnog met succes af door tijdens de Memorial Van Damme in Brussel de 100 m te winnen met een PR-prestatie van 9,79. Hiermee veroverde hij op dit sprintonderdeel niet alleen zijn eerste eindzege in een Diamond League-serie, maar nestelde hij zich op de lijst van snelste 100 metersprinters aller tijden ook naast Maurice Greene op de zevende plaats.

### Schorsing
In juni 2020 werd Coleman voorlopig geschorst, omdat hij eind 2019 een dopingcontrole had gemist. Een jaar eerder was hij al binnen één jaar driemaal afwezig geweest voor een dopingtest. Dat had toen tot een schorsing van twee jaar kunnen leiden, maar volgens het reglement (er moet per kwartaal gekeken worden) waren de gemiste dopingcontroles niet binnen één jaar.

## Titels
- Wereldkampioen 100 m - 2019
- Wereldkampioen 4 × 100 m - 2019, 2023
- Wereldindoorkampioen 60 m - 2018, 2024
- Amerikaans kampioen 100 m - 2019
- Amerikaans indoorkampioen 60 m - 2018, 2022
- NCAA-kampioen 100 m - 2017
- NCAA-kampioen 200 m - 2017
- NCAA-indoorkampioen 60 m - 2017
- NCAA-indoorkampioen 200 m - 2016, 2017
- NACAC U23-kampioen 4 × 100 m - 2016

## Persoonlijke records
Outdoor
| Onderdeel    | Prestatie          | Datum             | Plaats               |
| ------------ | ------------------ | ----------------- | -------------------- |
| 100 m        | 9,76 s (+0,6 m/s)  | 28 september 2019 | Doha                 |
| 200 m        | 19,85 s (-0,5 m/s) | 27 mei 2017       | Lexington            |
| 300 m        | 33,20 s            | 14 januari 2022   | Lexington (Kentucky) |
| 300 m horden | 40,77 s            | 5 mei 2012        | Provo                |
| verspringen  | 7,29 m (+1,1 m/s)  | 10 april 2015     | Knoxville            |

Indoor
| Onderdeel   | Prestatie   | Datum            | Plaats          |
| ----------- | ----------- | ---------------- | --------------- |
| 60 m        | 6,34 s (WR) | 18 februari 2018 | Albuquerque     |
| 200 m       | 20,11 s     | 11 maart 2017    | College Station |
| 300 m       | 33,26 s     | 9 december 2016  | Bloomington     |
| verspringen | 7,27 m      | 24 januari 2015  | Blacksburg      |

## Palmares

### 60 m
- 2016:  NCAA-indoorkamp. - 6,52 s
- 2017:  NCAA-indoorkamp. - 6,45 s
- 2018:  Amerikaanse indoorkamp. - 6,34 s (WR)
- 2018:  WK indoor - 6,37 s (CR)
- 2022:  Amerikaanse indoorkamp. - 6,45 s
- 2022:  WK indoor - 6,41 s
- 2024:  Amerikaanse indoorkamp. - 6,44 s
- 2024:  WK indoor - 6,41 s

### 100 m
- 2015:  Pan-Amerikaanse U20 kamp. - 10,32 s
- 2016:  NCAA-kamp. - 10,23 s
- 2017:  NCAA-kamp. - 10,04 s
- 2017:  WK - 9,94 s (-0,8 m/s)
- 2019:  Amerikaanse kamp. - 9,99 s
- 2019:  WK - 9,76 s (+0,6 m/s)
- 2022: 6e WK - 10,01 s
- 2023: 5e WK - 9,92 s

Diamond League-podiumplaatsen
- 2018:  Prefontaine Classic - 9,84 s
- 2018:  Meeting International Mohammed VI d'Athlétisme de Rabat - 9,98 s
- 2018:  Birmingham Müller Grand Prix - 9,94 s
- 2018:  Memorial Van Damme - 9,79 s
- 2018:   Diamond League
- 2019:  Diamond League Shanghai - 9,86 s
- 2019:  Bislett Games - 9,85 s
- 2019:  Prefontaine Classic - 9,81 s
- 2022:  Prefontaine Classic - 10,04 s
- 2023:  Diamond League Xiamen - 9,83 s
- 2023:  Prefontaine Classic - 9,83 s
- 2023:   Diamond League

### 200 m
- 2016:  NCAA-indoorkamp. - 20,55 s
- 2016:  NCAA-kamp. - 20,26 s
- 2017:  NCAA-indoorkamp. - 20,11 s
- 2017:  NCAA-kamp. - 20,25 s

### 4 x 100 m
- 2016:  NACAC U23-kamp. - 38,63 s
- 2016: DSQ OS[2]
- 2017:  WK - 37,52 s
- 2019:  WK - 37,10 s
- 2022:  WK - 37,55 s
- 2023:  WK - 37,38 s
- 2024: DSQ OS (in serie 37,47 s)

1983 Carl Lewis ·
1987 Carl Lewis ·
1991 Carl Lewis ·
1993 Linford Christie ·
1995 Donovan Bailey ·
1997 Maurice Greene ·
1999 Maurice Greene ·
2001 Maurice Greene ·
2003 Kim Collins ·
2005 Justin Gatlin ·
2007 Tyson Gay ·
2009 Usain Bolt ·
2011 Yohan Blake ·
2013 Usain Bolt ·
2015 Usain Bolt ·
2017 Justin Gatlin ·
2019 Christian Coleman · 
2022 Fred Kerley · 
2023 Noah Lyles
1983 King, Gault, Smith, Lewis ·
1987 McRae, McNeill, Glance, Lewis ·
1991 Cason, Burrell, Mitchell, Lewis ·
1993 Drummond, Cason, Mitchell, Burrell ·
1995 Esmie, Gilbert, Surin, Bailey ·
1997 Esmie, Gilbert, Surin, Bailey ·
1999 Drummond, Montgomery, Lewis, Greene ·
2001 Nagel, du Plessis, Newton, Quinn ·
2003 Capel, Williams, Patton, Johnson ·
2005 Doucouré, Pognon, De Lépine, Dovy ·
2007 Patton, Spearmon, Gay, Dixon ·
2009 Mullings, Frater, Bolt, Powell ·
2011 Carter, Frater, Blake, Bolt ·
2013 Carter, Bailey-Cole, Ashmeade, Bolt ·
2015 Carter, Powell, Ashmeade, Bolt ·
2017 Ujah, Gemili, Talbot, Mitchell-Blake ·
2019 Coleman, Gatlin, Rodgers, Lyles ·
2022 Brown, Blake, Rodney, De Grasse ·
2023 Coleman, Kerley, Carnes, Lyles